# Ранта
Ранта (рум. Ranta) — село у повіті Муреш в Румунії. Входить до складу комуни Богата.
Село розташоване на відстані 274 км на північний захід від Бухареста, 33 км на захід від Тиргу-Муреша, 52 км на південний схід від Клуж-Напоки, 146 км на північний захід від Брашова.

## Населення
За даними перепису населення 2002 року у селі проживали 338 осіб.
Національний склад населення села:
| Національність | Кількість осіб | Відсоток |
| -------------- | -------------- | -------- |
| румуни         | 272            | 80,5%    |
| угорці         | 61             | 18,0%    |
| цигани         | 5              | 1,5%     |

Рідною мовою назвали:
| Мова      | Кількість осіб | Відсоток |
| --------- | -------------- | -------- |
| румунська | 277            | 82,0%    |
| угорська  | 61             | 18,0%    |